# Slavošovce
Slavošovce es un municipio del distrito de Rožňava en la región de Košice, Eslovaquia, con una población estimada a final del año 2024 de 1804 habitantes.
Se encuentra ubicado al oeste de la región, en la cuenca hidrográfica del río Hernád, y cerca de la frontera con la región de Banská Bystrica y Hungría.

## Demografía
| Año        | 1994 | 2004    | 2014    | 2024    |
| ---------- | ---- | ------- | ------- | ------- |
| Población  | 1841 | 1837    | 1931    | 1804    |
| Diferencia |      | −0,21 % | +5,11 % | −6,57 % |

| Año        | 2023 | 2024    |
| ---------- | ---- | ------- |
| Población  | 1811 | 1804    |
| Diferencia |      | −0,38 % |